# Carnevale di San Grugnone
Il Carnevale di San Grugnone è un Carnevale storico che si svolge ogni mercoledì di Quaresima dell'anno a Conselice, in provincia di Ravenna. È considerato uno dei più importanti e storici carnevali dell'Emilia Romagna.

## La storia
Nato nel 1919, il carnevale narra le vicende dello Stato di Boysten'land. La tradizione vuole che alle ore 13:00 del primo giorno di Quaresima, il "Re Pangiagleba" con i ministri, generali, sottosegretari, nobili e cortigiani, partono in visita alle colonie di Conselice e zone limitrofe. Da qui nasce il nome de "Il Giro delle Colonie" che d'allora si svolge ogni mercoledì delle ceneri. Negli anni '50 la manifestazione venne bloccata a causa della sua conclamata satira, ma tornò a sfilare per le strade, insieme a carri allegorici, nel 1957. Nel 2019 il carnevale festeggia il centenario dalla sua nascita, sarà anche l'ultima manifestazione prima dell'arrivo della pandemia. Nel 2020 infatti la sfilata venne annullata in seguito alle normative sanitarie per il COVID-19, emanate dal Governo pochi giorni prima della partenza. La manifestazione si fermò anche nel 2021 e 2022. Dal 2023 San Grugnone torna a far visita alle colonie. Negli anni gli è spesso stato attribuito il nome di "Carnevale proibito", a causa del suo ritardo rispetto alle classiche manifestazioni carnevalesche, e per l'essere così trasgressivo nei confronti di un giorno considerato "sacro" dai religiosi.
San Grugnone è in realtà un finto Santo, inventato all'epoca proprio per provocazione nel periodo di Quaresima. Grugnone deriva da "grugno" che richiama una faccia imbronciata, che cerca di portare allegria in un giorno di assoluta preghiera.

## La manifestazione
La manifestazione si concentra principalmente il primo giorno di Quaresima, il mercoledì delle ceneri, con il tradizionale "Giro delle Colonie", nel quale alle ore 13:00 San Grugnone accompagnato dalla "Presidenza" e carri allegorici, fanno visita alle frazioni e dintorni di Conselice per poi giungere in Piazza Felice Foresti e fare baldoria fino al tramonto. Nel corso degli anni la popolarità raggiunta, porta alla nascita di una seconda manifestazione legata al Carnevale di San Grugnone, ovvero il concorso mascherato, che si svolge solitamente la domenica successiva al mercoledì delle ceneri. Questa manifestazione è svolta in chiave più tradizionale, con i carri allegorici, provenienti da vari paesi vicini, che sfilano per il centro di Conselice distribuendo dolci, uova di Pasqua e palloni.
Negli anni molti sono stati gli ospiti a partecipare alla manifestazione, tra i più famosi la showgirl Carmen Russo e la comica Maria Pia Timo. Nel 2020 il comitato San Grugnone annuncia il ritiro del carnevale domenicale, per concentrarsi di più sull'esclusivo Giro delle Colonie, successivamente annullato a causa dell'arrivo della pandemia. Il concorso mascherato sarebbe dovuto tornare nel 2021, ma anche quest'edizione venne cancellata in seguito all'aumento di contagi da coronavirus.

## Controversie
Il Carnevale di San Grugnone è stato più volte fortemente attaccato dalle autorità diocesane locali, che negli anni hanno cercato più volte di ostacolare o modificare la manifestazione. Il vescovo di Imola infatti, dichiarò di concedere lo svolgimento del Giro delle Colonie a patto che non si svolse il mercoledì delle ceneri, e soprattutto che il comitato eliminasse l'abbreviazione "San" dal nome Grugnone perché considerato blasfemo. Il comitato rifiutò tali richieste, ritenendole assolutamente incompatibili con lo spirito della festa.

## Curiosità
Nel 2024, il Giro delle Colonie, solito a fermarsi in Piazza Felice Foresti, sostò invece nel piazzale della stazione ferroviaria di Conselice. Sempre nello stesso anno, San Grugnone, che per consuetudine apre il corteo, venne posizionato su un trattore con indosso degli stivali gialli, un secchio d'acqua e un cartello con indicato in dialetto "Tropa Aqua e póc Vign", a sdrammatizzare l'alluvione avvenuta nel maggio del 2023.
Per un lungo periodo, si svolse anche una simile versione della manifestazione, chiamata "Carnevale dei Fiori". In questo caso i carri allegorici sfilavano per il centro del paese nelle ore notturne, solitamente nel mese di giugno, distribuendo dolciumi e fiori. Venne successivamente cancellato per mancanza di fondi e soprattutto di risorse e volontari.